# Kathedraal van Bourges
De Kathedraal van Bourges of Saint-Étienne de Bourges is een kathedraal in de Franse stad Bourges in het departement Cher. Deze gotische kathedraal werd gebouwd tussen 1195 en 1255 voor de aartsbisschoppen van Bourges. De kerk is gewijd aan Sint Stefanus. Sinds 1992 staat het gebouw op de Werelderfgoedlijst van UNESCO.

## Bouwgeschiedenis

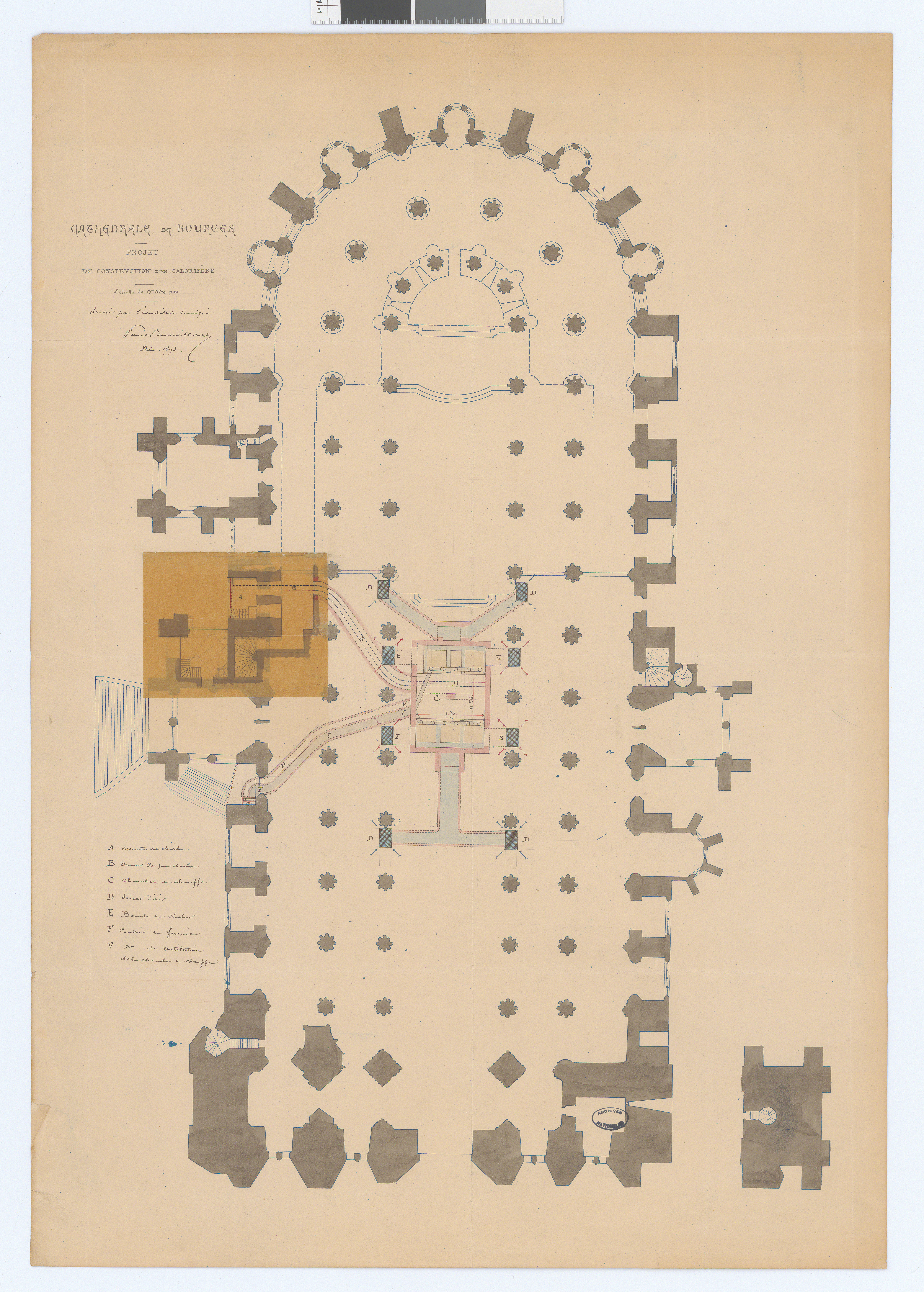
Plattegrond van de kathedraal
(1893, Paul Boeswillwald)

Ongeveer 20 jaar na het begin van de bouw, rond 1214, werd het koor voltooid. Het schip kwam gereed rond 1250. In 1260 werden de bouwactiviteiten stilgelegd. De torens waren toen nog niet voltooid. In 1313 dreigde de zuidtoren in te storten en werd deze gestut. Aan het einde van de 15e eeuw werd er verder gebouwd aan de noordtoren. Deze stortte in 1506 alweer in, waarbij de aansluitende gewelven ook verwoest werden. In 1559 werd het dak beschadigd door een brand. In 1562, tijdens de godsdienstoorlogen, richtten de hugenoten beschadigingen aan. Aan het begin van de 19e eeuw werd de kerk gerenoveerd. Al in 1862 werd het gebouw erkend als historisch monument.

## Architectuur
De kathedraal is bekend om de harmonische verhoudingen en de kwaliteit van de decoratie (beeldhouwkunst en gebrandschilderde ramen). Aan de westgevel wordt het laatste oordeel afgebeeld en ook de noord- en zuidfaçades zijn versierd met beeldhouwwerk. De kathedraal heeft het grondplan van een basilica, met kapellen rondom het schip. Vanwege de relatief korte bouwtijd is de kathedraal homogeen van uiterlijk en zonder zichtbare verandering in de bouwplannen ontstaan.
De kathedraal werd in dezelfde tijd gebouwd als de kathedraal van Chartres, maar wijkt daar wat architectuur betreft duidelijk van af. Opvallend is dat die van Bourges vijf schepen heeft zonder dwarsschepen. Dit leidt tot een eenvormige buitenkant en een niet onderverdeeld interieur. Uitzonderlijk is dat de driedelige muuropstand van het middenschip wordt herhaald in de binnenste zijbeuk. Het binnenste zijschip is 12 meter hoger, maar smaller dan de buitenste zijbeuk. Deze opzet werd nagevolgd in de kathedraal van Le Mans, maar maakte niet zoveel school als het type van Chartres, dat nagevolgd werd in onder andere Reims en Amiens.
In de geleding van de westfaçade is, anders dan bij de Notre Dame in Parijs, aan het aantal portalen te zien dat er vijf schepen zijn. Karakteristiek is het gebruik van de destijds al "ouderwetse" zesdelige gewelven in het middenschip.

## Afbeeldingen

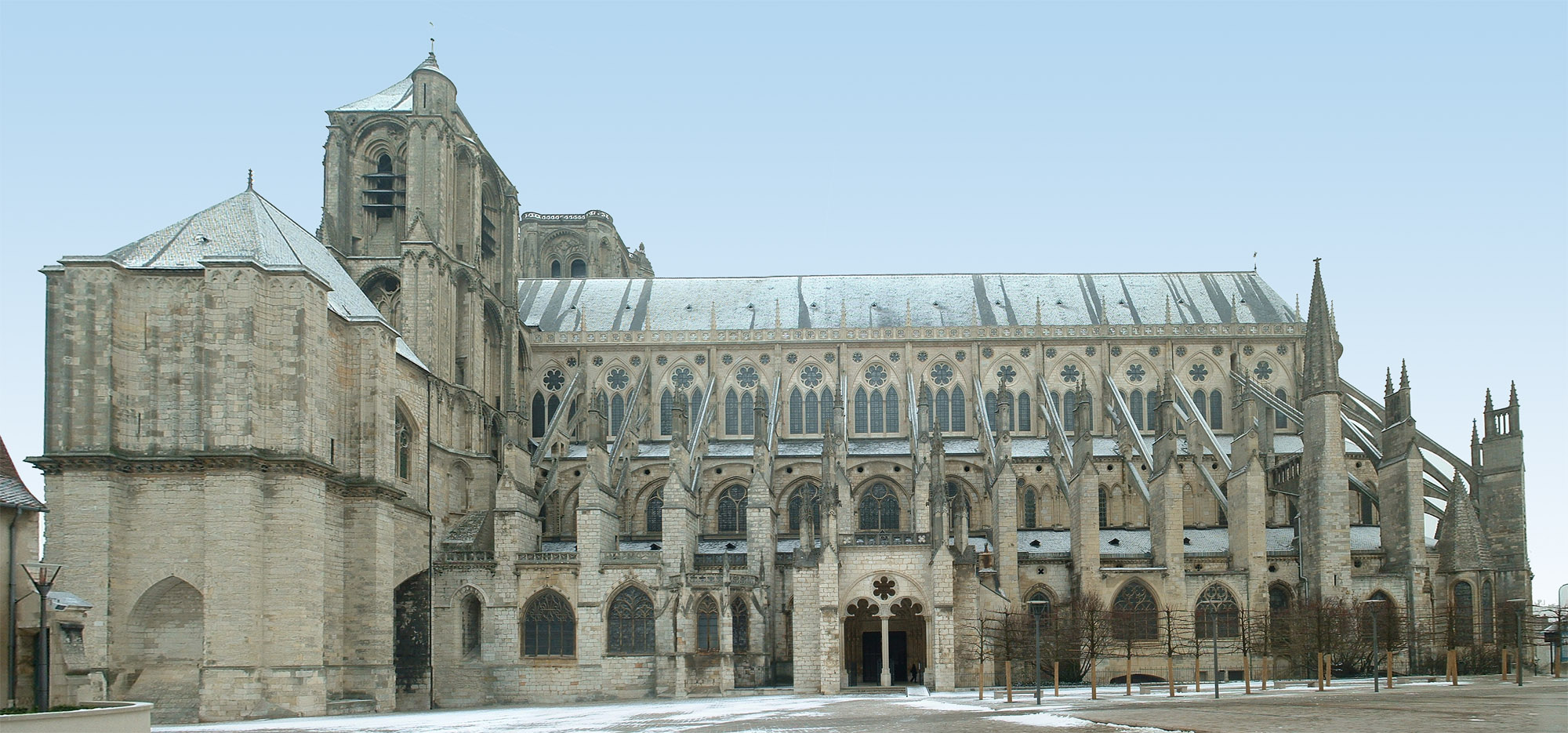
Zuidkant
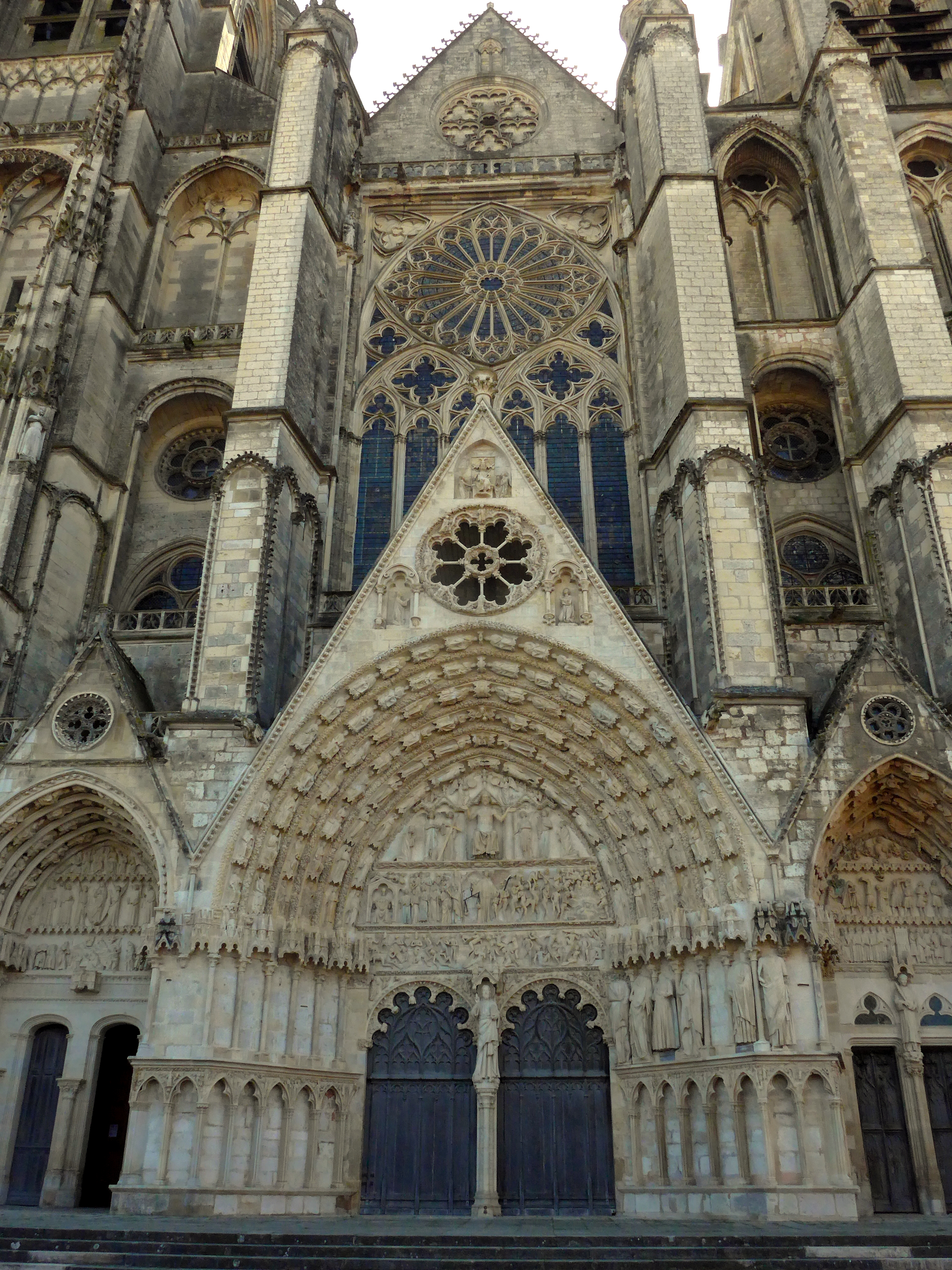
Centrale deel van de westfaçade
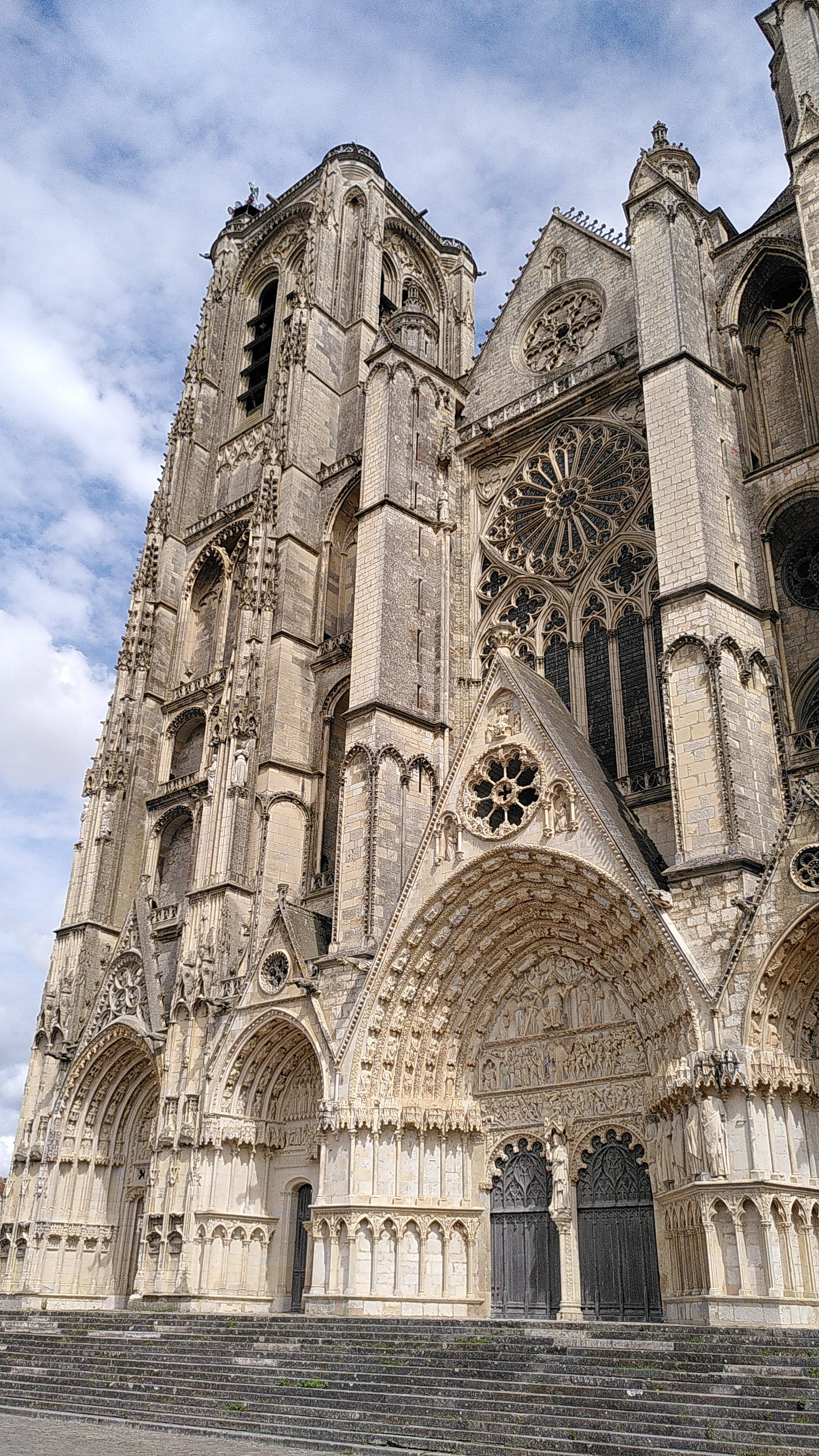
Westfaçade met noordelijke toren
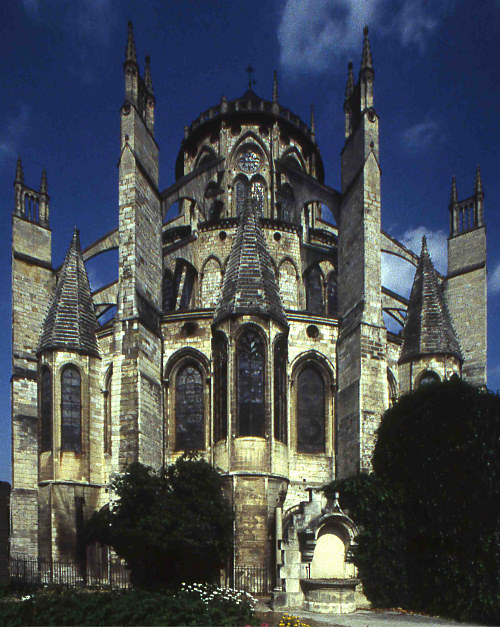
Koor
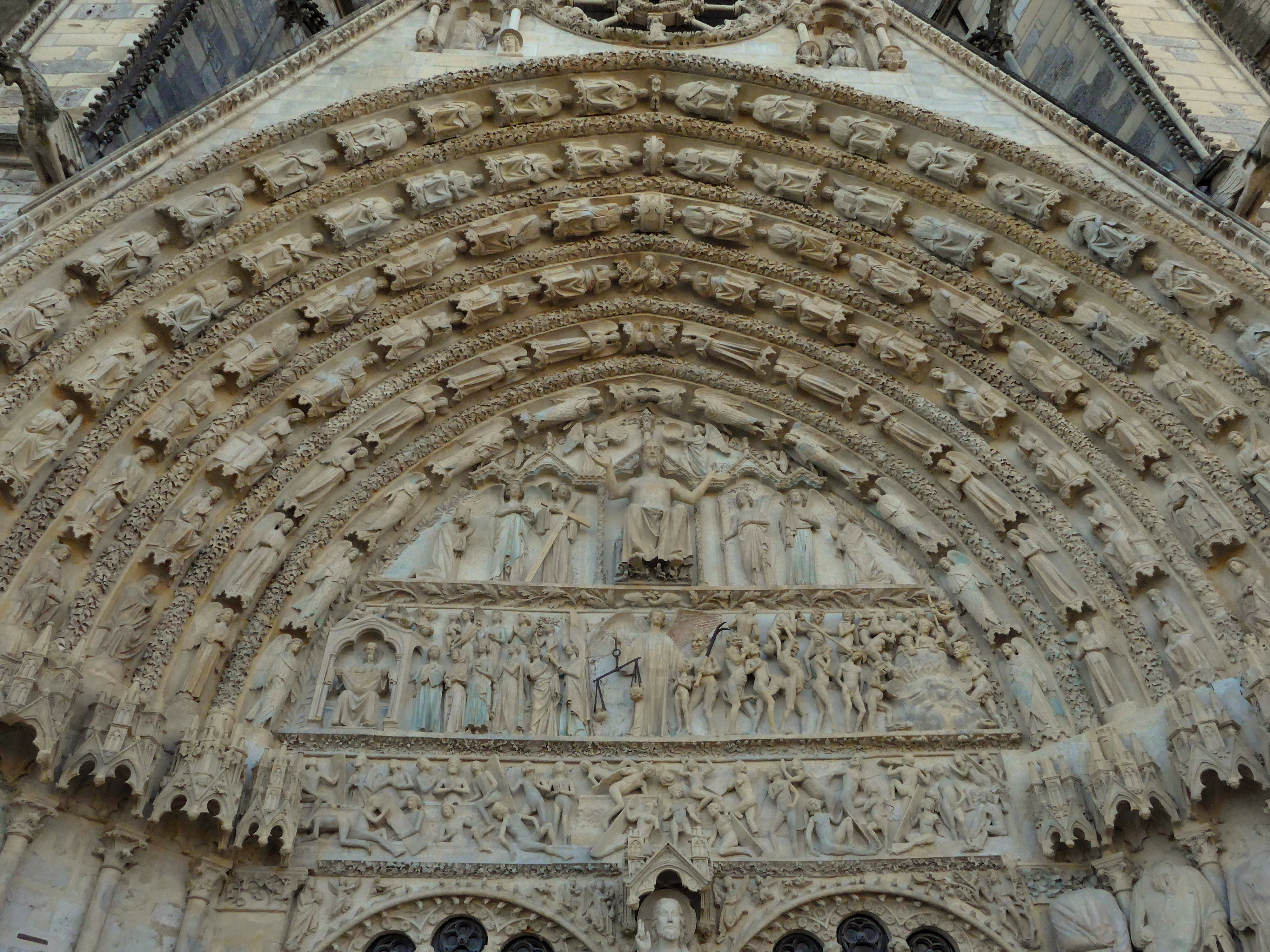
Timpaan met de voorstelling van het laatste oordeel
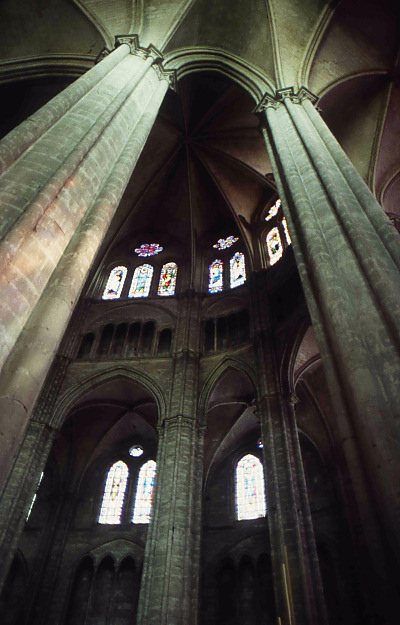
Koor en kooromgang (interieur)
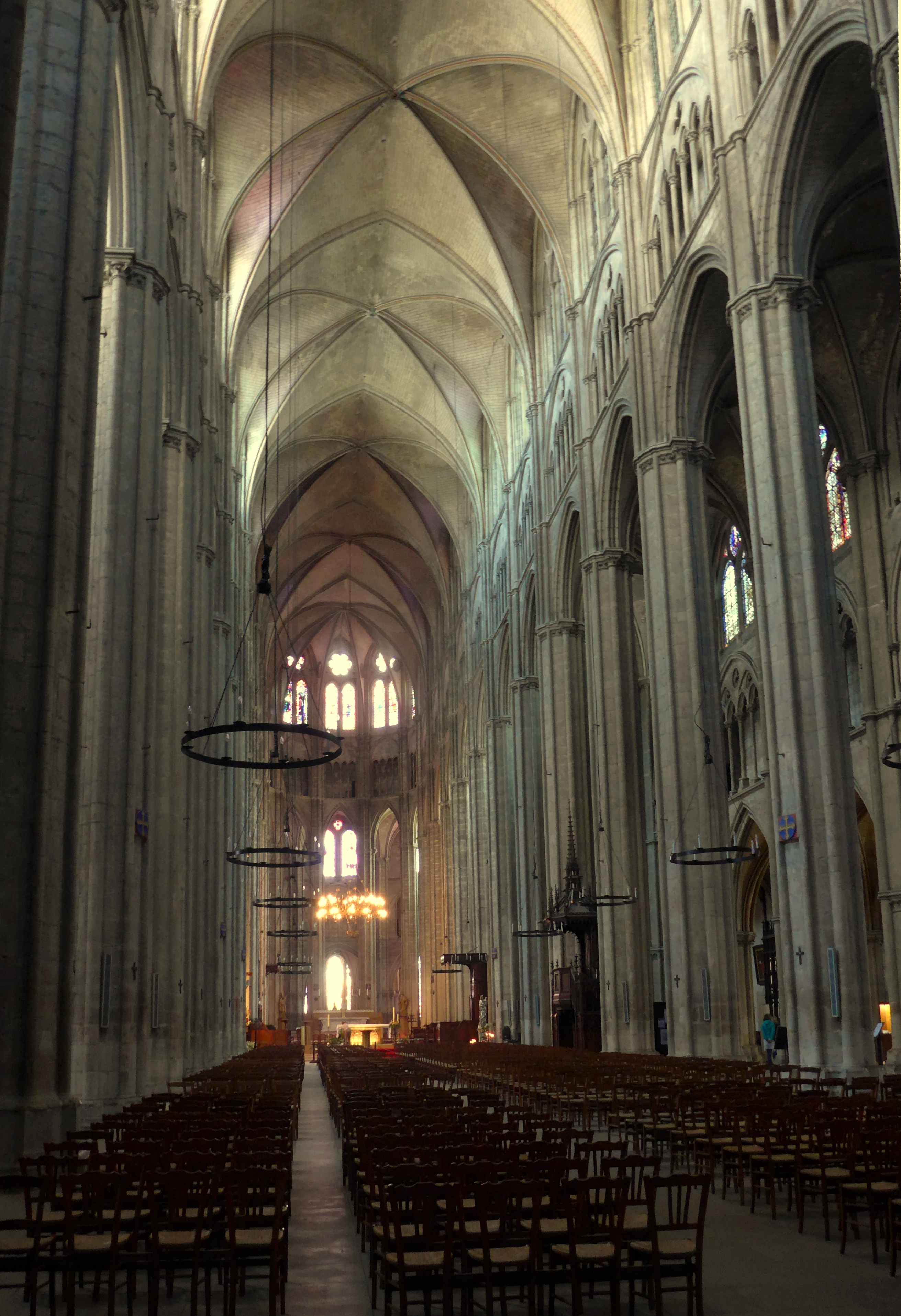
Interieur
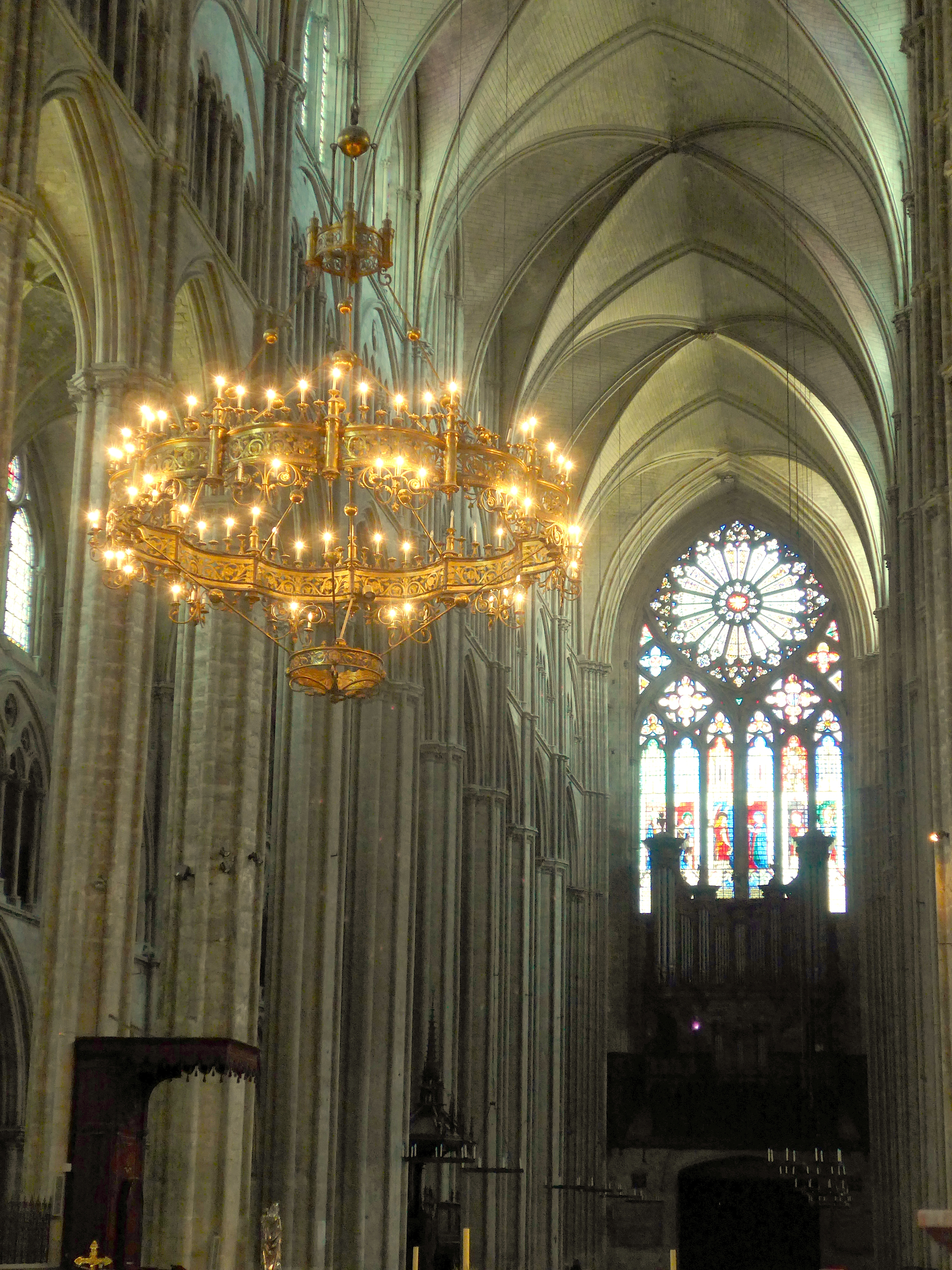
Kroonluchter
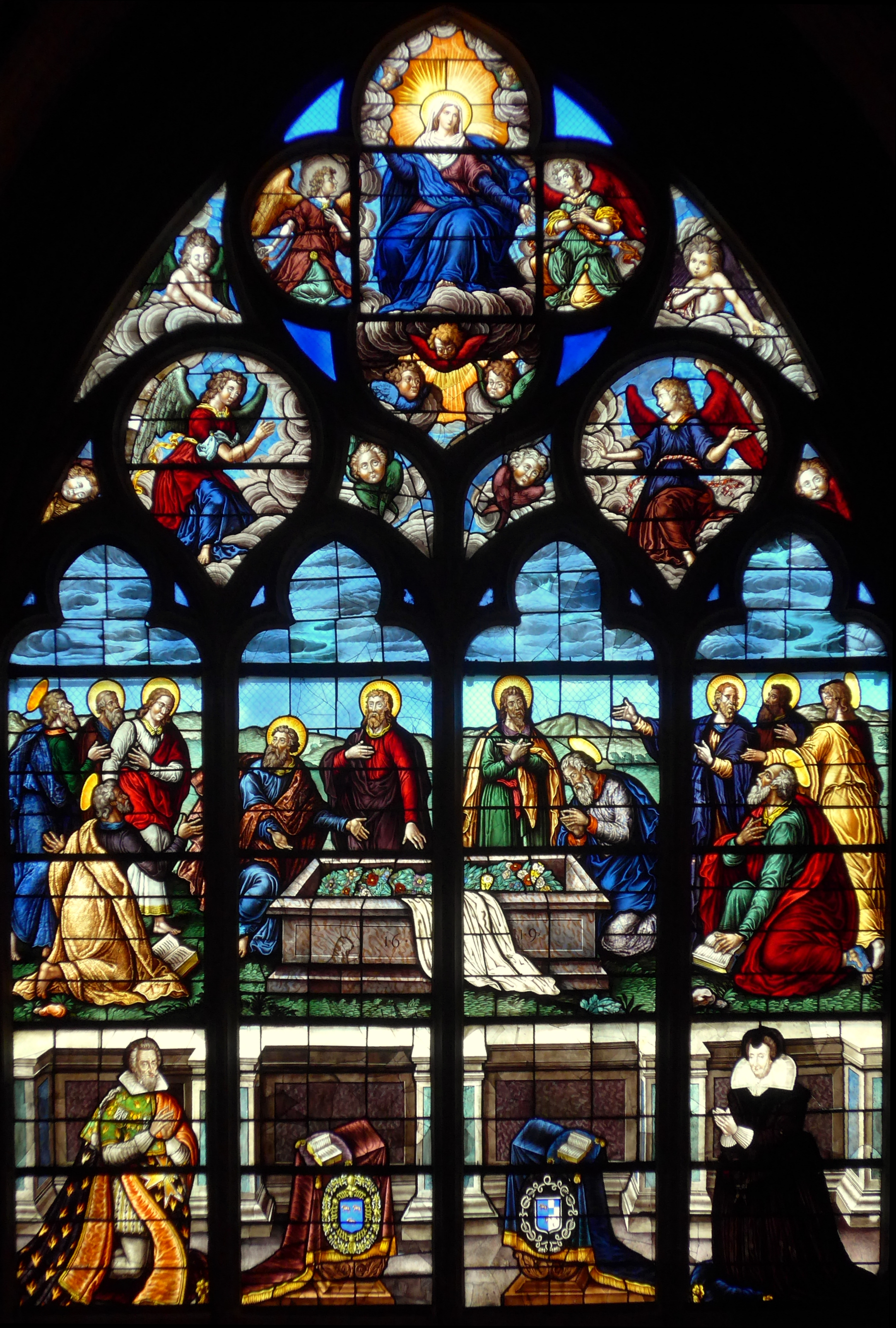
Glas-in-loodraam
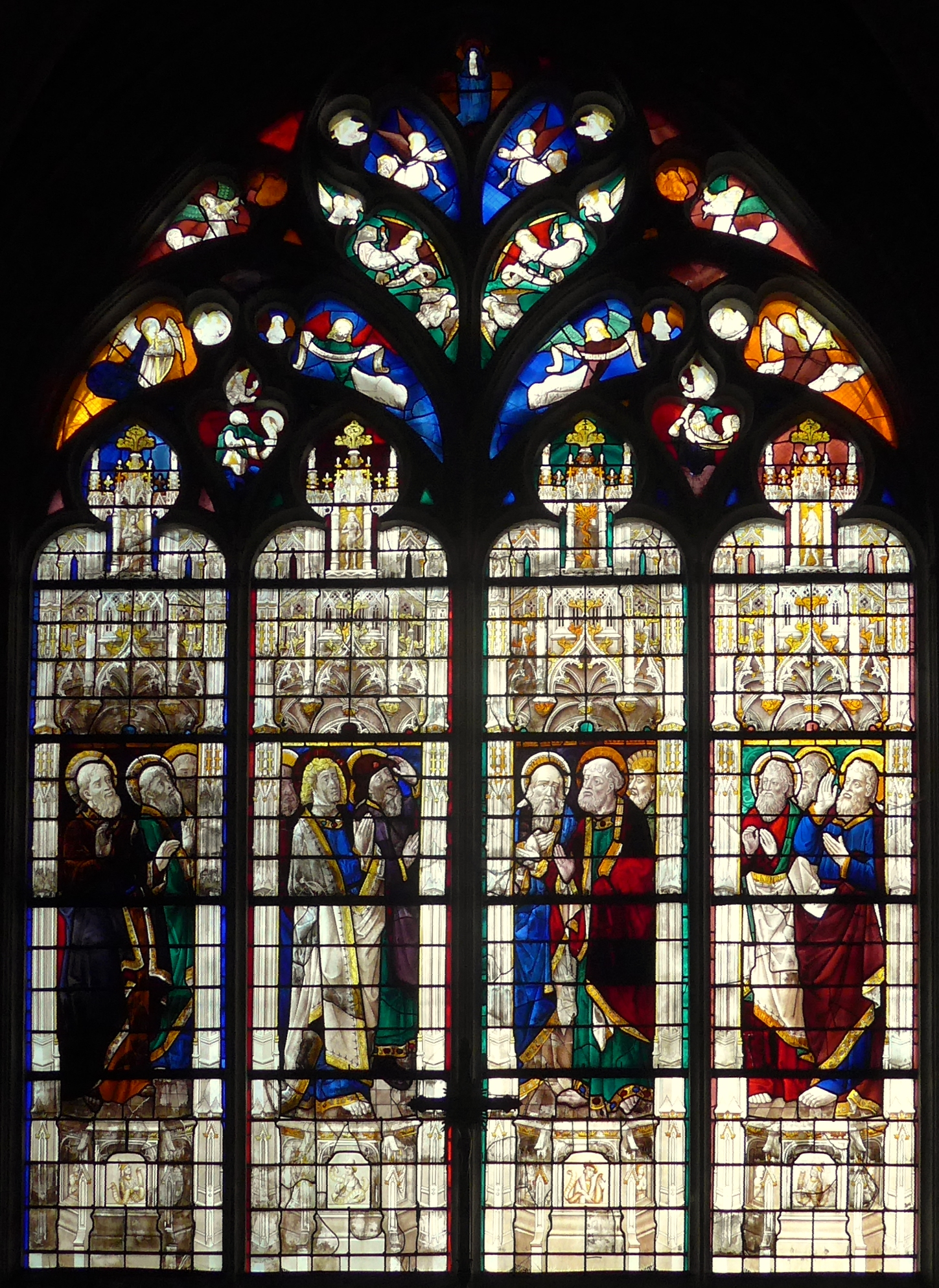
Glas-in-loodraam